# Bartnica
Bartnica (deutsch: Beutengrund; tschechisch Brtnice) ist ein Ort in der Landgemeinde Nowa Ruda im Powiat Kłodzki der Woiwodschaft Niederschlesien in Polen. Es liegt zehn Kilometer nordwestlich von Nowa Ruda (Neurode) und östlich der Landesgrenze zu Tschechien.

## Geographie
Bartnica gehört geographisch zum Glatzer Kessel, der nördlich von Bartnica an das Waldenburger Bergland anschließt. Nachbarorte sind Kolce (Dörnhau) im Norden, Sierpnice (Rudolfswaldau) und Wyrębina (Wurzeldorf) im Nordosten, Świerki (Königswalde) und Dworki (Vierhöfe) im Südosten, Granicznik (Markgrund) im Süden und Głuszyca (Wüstegiersdorf) im Nordwesten. Jenseits der Landesgrenze zu Tschechien liegen im Steinetal die Dörfer Rožmitál (Rosental) und Benešov (Straßenau) im Südwesten, Heřmánkovice (Hermsdorf) im Westen sowie der Grenzübergang Janovičky (Johannesberg) im Nordwesten. Ebenfalls jenseits der Grenze liegt der 740 m hohe Bobří vrch (Bieberstein). Nordwestlich von Bartnica entspringt die Schweidnitzer Weißritz.

## Geschichte
Beutengrund gehörte zum Neuroder Distrikt in der Grafschaft Glatz, die bis 1763 unmittelbar zu Böhmen gehörte. Es lag an der Grenze zum Fürstentum Schweidnitz und wurde erstmals 1561 mit einer „Heegerei im Beutengrund“ erwähnt. 1598 war es im Besitz des Heinrich d. Ä. von Stillfried auf Neurode, der es in diesem Jahr zusammen mit weiteren Gütern seinem Sohn Bernhard verschrieb. Kirchlich war es zur Pfarrkirche Königswalde gewidmet. Von wirtschaftlicher Bedeutung waren neben der Landwirtschaft das Handwerk und die Hausweberei. 
Nach dem Ersten Schlesischen Krieg 1742 und endgültig nach dem Hubertusburger Frieden 1763 kam Beutengrund zusammen mit der Grafschaft Glatz an Preußen. Nach der Neugliederung Preußens gehörte es ab 1815 zur Provinz Schlesien, die in Landkreise aufgeteilt wurde. 1816–1853 war der Landkreis Glatz, 1854–1932 der Landkreis Neurode zuständig. Nach dessen Auflösung 1933 gehörte Beutengrund bis 1945 wiederum zum Landkreis Glatz. Seit 1874 bildete die Landgemeinde Beutengrund zusammen mit den Landgemeinden Königswalde, Markgrund und Vierhöfe den Amtsbezirk Königswalde. Zu einem wirtschaftlichen Aufschwung kam es Anfang der 1880er Jahre mit dem Anschluss an die Bahnstrecke Waldenburg–Glatz, an der Beutengrund einen Haltepunkt erhielt. 1939 bestand Beutengrund aus 857 Einwohnern.
Als Folge des Zweiten Weltkriegs fiel Beutengrund 1945 wie der größte Teil Schlesiens an Polen und wurde in Bartnica umbenannt. Die deutsche Bevölkerung wurde, soweit sie nicht schon vorher geflohen war, 1946 weitgehend vertrieben. Die neuen Bewohner waren zum Teil Heimatvertriebene aus Ostpolen, das an die Sowjetunion gefallen war. 1975–1998 gehörte Bartnica zur Woiwodschaft Wałbrzych (Waldenburg).